# Denis Ducarme
Pour les articles homonymes, voir Ducarme.
Denis Ducarme, né le 23 octobre 1973 à Watermael-Boitsfort, est un homme politique belge, membre du Mouvement réformateur. De 2017 à 2020, il est ministre fédéral des Classes moyennes, des Indépendants, des PME, de l'Agriculture et de l'Intégration sociale.

## Biographie
Denis est le fils de Daniel Ducarme, ancien bourgmestre de Thuin et ancien ministre-président de la Région bruxelloise, et de Simone Genaux, présidente honoraire du centre public d'action sociale de Thuin. Après des études, il obtient un master en sciences politiques, relations internationales et intégration européennes.
En 2023, Denis Ducarme brise les codes en participant à l'émission télévisée de divertissement Les traîtres diffusée sur RTL-TVI. Il ira jusqu'en finale du jeu.

## Positionnement politique
Denis Ducarme est membre du bureau du MR. Il est membre de l’Internationale libérale, l’appel aux réformateurs publié en 2003. Denis Ducarme a été élu le 8 juin 2003 à la Chambre des représentants à l’âge de 29 ans. Il a été réélu en juin 2007 en obtenant près de 11 500 voix de préférence et le 13 juin 2010 avec 10 578 voix de préférence. Il se définit comme un libéral-social sur le plan socio-économique et revendique un positionnement situé à droite de l’échiquier politique en matière de sécurité, de justice et d’immigration. Il est attaché aux valeurs de laïcité et à une séparation plus stricte des Églises et de l’État. Dans ce sens, il a exprimé sa volonté de faire inscrire le principe de laïcité dans la Constitution belge.

## Action locale
Après les élections communales d'octobre 2000, Denis Ducarme devient échevin des Travaux, des Affaires économiques, de l’Emploi et des Sports à Thuin et conseiller provincial du Hainaut. Député du Hainaut, il siège au comité stratégique de développement Charleroi-Sud Hainaut. Il est membre du conseil de l’action sociale de la commune de Momignies, dans le pays de Chimay, où il réside depuis 2004. Il est également membre du conseil d’administration de la maison de l'emploi du Sud-Hainaut.

## Action parlementaire
Il est suppléant sur la liste du Mouvement réformateur dans le Hainaut pour les élections de mai 2003 à la Chambre, alors que son père est lui-même candidat effectif à Bruxelles pour la même assemblée, et son frère Lucas pour le Sénat.
Il siège à la Chambre depuis le 5 juin 2003. Entre le 12 février 2004 et le 28 août 2010, son père a également siégé dans cette assemblée.

### En matière de défense
Denis Ducarme siège au sein de la Commission de la défense nationale, dont il est vice-président et où il soutient le principe d’une armée se concentrant sur son métier et se développant davantage sur le plan militaire qu'humanitaire. En 2009, Denis Ducarme s'est farouchement opposé à un plan de réforme allant à l'encontre des intérêts francophones voyant l'artillerie devenir entièrement flamande et fermant un nombre important de bases militaires francophones. Il a contribué ainsi avec Didier Reynders « à sauver Bastogne ». Il est également partisan d'une réflexion approfondie d'une défense européenne davantage coordonnée, mais demeure attaché au respect des engagements liant la Belgique à l'OTAN, en ce compris pour les questions relatives à la stratégie d'une défense nucléaire.

### En matière de politique intérieure
Membre de la Commission de l’Intérieur, il traite des questions de terrorisme, de gestion de crise et de sécurité sur les plans fédéral et local et de la commission de la Justice où il suit des matières analogues. Il a rejoint la commission portant sur la sécurité nucléaire mise en place à la suite de l’incident nucléaire survenu à l’Institut des radioéléments de Fleurus pour y représenter le Mouvement réformateur. Sur le plan de notre politique énergétique, Denis Ducarme qui a suivi les travaux de la commission 2030 s’est prononcé à plusieurs reprises au Parlement et dans les médias en faveur de la prolongation de la durée de vie de nos centrales nucléaires. En 2010, Denis Ducarme a fait voter sa proposition de résolution relative à l'attractivité de la médecine générale en particulier en zone rurale et en zone déficitaire.

### En matière communautaire
Il est l’auteur de plusieurs propositions déposées au Parlement portant sur les discriminations linguistiques dont sont victimes les francophones de la périphérie bruxelloise et de Flandre et de différentes tribunes sur ce sujet publiées dans la presse écrite.

### Ministre fédéral
Le 26 juillet 2017, Denis Ducarme devient ministre fédéral des Indépendants, des PME et des Classes moyennes en remplacement de Willy Borsus, nommé Ministre-président du gouvernement wallon.

### Candidature à la présidence du MR
Après le refus de Willy Borsus de se porter candidat à la présidence du Mouvement réformateur pour succéder à Charles Michel, Denis Ducarme annonce le 27 septembre 2019 qu'il présente sa candidature à cette fonction,. Les adhérents du MR peuvent voter par correspondance jusqu'au 12 novembre 2019 pour désigner le nouveau président du parti.
Au soir du premier tour, Denis Ducarme obtient plus de 25 % des voix, derrière le favori du scrutin soutenu par les principaux ténors du parti, Georges-Louis Bouchez, qui récolte près de 45 % des suffrages. Christine Defraigne obtient 14 % des voix, Philippe Goffin 11 % et Clémentine Barzin 5 %. Un second tour est organisé dans les mêmes conditions jusqu'au 29 novembre pour départager Georges-Louis Bouchez et Denis Ducarme.
Lors de la campagne d'entre-deux tours, Philippe Goffin et Clémentine Barzin appellent rapidement à voter pour Georges-Louis Bouchez,. Christine Defraigne déclare qu'elle soutiendra le candidat qui répondra au mieux à une série de 16 questions, notamment à propos de l'avenir du courant progressiste au sein du parti. Après avoir reçu les réponses des deux finalistes, elle déclare le 21 novembre qu'elle votera pour Denis Ducarme, qu'elle estime « plus humain, plus sincère dans ses avancées et sa volonté de rassembler, plus concret, avec une fibre sociale, une cohérence et un discours moins technocratique ».
Les échanges entre les deux finalistes laissent entrevoir certaines tensions pendant la campagne,, et certains membres du Mouvement réformateur, dont Pierre-Yves Jeholet, craignent la réouverture de nouveaux conflits internes personnels nuisibles au parti. Georges-Louis Bouchez accuse son concurrent d'utiliser une méthode populiste et Denis Ducarme lui reproche de vouloir fusionner le MR avec le cdH.
Finalement, Denis Ducarme s'incline face à Georges-Louis Bouchez à l'issue du second tour, recueillant 5 308 voix, soit 38 % des suffrages exprimés, contre 62 % pour son adversaire. Il déclare « J'attends de voir les actes rassembleurs du nouveau président du MR ».

### Député fédéral
Il est élu député à la Chambre des représentants à la suite des élections législatives fédérales belges de 2024.

## Denis Ducarme et l'islam
Sensibilisé par l’évolution de l’islam en Belgique et d’une forme d’importation de l'Islamisme radical dans son pays, il a publié un ouvrage intitulé Islam de Belgique, entre devoir d’intégration et liberté religieuse. Il est également l’auteur de plusieurs propositions du Mouvement réformateur déposées au Parlement à cet égard. En 2010, il a déposé une proposition de loi interdisant le port du voile intégral. Celle-ci n'a toujours pas été adoptée.
En outre, Denis Ducarme s'est élevé, en juin 2009, contre le port de signes religieux par des parlementaires, considérant que les [représentants de la nation] doivent faire preuve d'une certaine réserve quant à leur préférence religieuse s'ils tiennent à incarner et représenter l'ensemble de la nation.
Il est à l'origine de la réflexion portée par le Mouvement réformateur en septembre 2009 qui a débouché sur la publication d'un document reprenant les conclusions et propositions du MR relatives à l'interdiction du port du voile et de signes religieux ostentatoires au sein d'écoles publiques.

## Politique étrangère
En matière d’élargissement de l’Union européenne, Denis Ducarme s'est prononcé contre l’adhésion de la Turquie. Il a effectué plusieurs missions parlementaires au Maghreb dans le cadre de la défense des droits de l'enfant dans la zone du Sahara occidental. Il a plaidé pour un boycott de la cérémonie d’ouverture des Jeux olympiques de Pékin par les autorités européennes. Il soutient l'ODFS, une organisation affiliée à Ribal Al-Assad, le neveu de l'ex-président de Syrie, Hafez el-Assad.

## Décoration
- Grand officier de l'ordre de Léopold (2019)[32].